# Golpe Azul

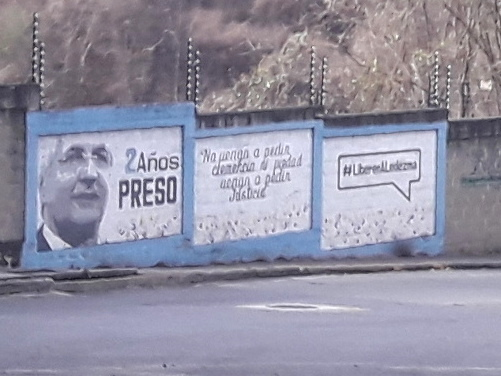
Grafite pedindo a libertação de Antonio Ledezma

Golpe Azul, também conhecido como Operação Jericó, foi um alegado plano de golpe de Estado na Venezuela contra a presidência de Nicolás Maduro, que supostamente aconteceria em 12 de fevereiro de 2015 e teria diversos alvos em Caracas. O nome do plano refere-se ao uniforme azul da Aviação, um componente das Forças Armadas, no qual alguns dos acusados eram oficiais. O Fórum Penal Venezuelano denunciou que os imputados eram presos políticos e que foram condenados sem provas, e seu diretor Alfredo Romero descreveu a sentença como arbitrária.
Com base nas acusações, o prefeito metropolitano Antonio Ledezma foi capturado em seu escritório em 19 de fevereiro. Segundo relatos da oposição venezuelana, o Golpe Azul foi a duodécima tentativa de golpe de Estado que o presidente Maduro denuncia.